# 科丹德拉·马达帕·卡里亚帕
科丹德拉·马达帕·卡里亚帕陆军元帅（Field Marshal Kodandera "Kipper" Madappa Cariappa，卡纳达语: ಫೀಲ್ಡ್ ಮಾರ್ಷಲ್ ಕೊಡಂದೆರ ಮಾದಪ್ಪ ಕಾರಿಯಪ್ಪ (ಕಾರ್ಯಪ್ಪ)，OBE，1899年1月28日—1993年5月15日） 首任印度陆军总司令，在1947年印巴战争期间指挥西线战役。他是印度現代軍史上两位陆军元帅之一（另一位是萨姆·马内克肖），1949年上任印军总司令。

## 生平
卡里亚帕出生于原印度库格省的果达古萨尼瓦桑特（Sanivarsanthe），孩提时期，因其顽皮可爱，亲戚们也暱稱其為“秦马”（Chimma）。他在马迪凯里（Madikeri）的中心高校完成学业后，考入钦奈的院长学院（Presidency College）。在学院期间，卡里亚帕喜爱富于竞争和受人关注的运动项目，还是个充满活力、受人敬佩的运动员，常常活跃在曲棍球场与网球场上，因此锻炼出很强健的体魄。他还喜欢音乐和变戏法。
1918年第一次世界大战结束时，印度当时的政客们提出了一个要求，即允许印度籍军官接受英国皇家的委任。经过严格的筛选，卡里亚帕有幸入选，经过严格的授階前训练，成为第一批（共9人）由英国国王任命的印度人，1919年他进入印多尔的达利学院学习军官课程，然后又到孟买的卡那提克步兵团任职，授階為臨時少尉。1941–1942年他在伊拉克、叙利亚和伊朗服役，并在1942年成为第一位印裔部队指挥军官。1943年他又自愿加入英印第26师转战缅甸，在威廉·斯利姆将军领导下与日军作战，后又调入斯利姆将军（后晉升英国陆军元帅）直接统帅的第十五军，并担任了多项职务，在此期间因作战勇敢，荣获了不列颠帝国勋章 。
1946年卡里亞帕晉升為陆军准将、擔任英印边防旅旅長，在此期间阿尤布·汗上校（后来的巴基斯坦总统和陆军元帅）投入他麾下服役。1947年卡里亚帕作为第一位入选送到英国坎伯利帝国国防学院进修的印度裔军官，该学院专事培训中、高级指挥官。
印度独立后，卡里亚帕出任陆军副总参谋长，少将军衔。后升任东部军区中将指挥官。1947年印巴战争爆发后，他任印军总指挥官，负责西部军区战役，指挥了夺回左吉拉（Zojila）、德拉斯（Drass）和卡吉尔（Kargil）的军事行动，并重新打通了与克什米尔东部城镇列城（Leh）的通路。
1948年印度当局废除了英国殖民时代的陆军总司令统辖陆、海、空三军的制度，实行了三军分立。1949年1月15日，卡里亚帕因其在印度军队中的威望，出任独立后的第一任印度陆军总司令（1955年改称总参谋长）。1953年他从陆军退休，改任驻澳大利亚和新西兰的高级专员一直到1956年。在1962年中印边境战争、1965年第二次印巴战争和1971年第三次印巴战争三次战争期间，他深入前线与战士交谈，以激励士气。他还是一个有丰富经验的旅行家，他访问过中国、日本、美国、英国、加拿大和欧洲大部分国家，美国总统杜鲁门授予他“总司令官军功勋章”。由于他堪当军人典范的操行，并为感谢他对印度军队建设富有成效的工作，1986年1月14日在他87岁生日前幾天，印度政府授予他陆军元帅称号。

## 个人
作为一个军人，卡里亚帕依然保持着对国家形势的清醒认识。他说：“在现代战争中，一支庞大的军队是不够的，还需要强大的国防工业支撑。如果说军队是国防的第一道防线，那么国防工业是第二道。”针对军队中的一些现象，他说：“军人们热衷于使用战争手段处理国内事务，对内部事务的关注甚至高于对战争的投入，这是军队的耻辱。”这就是他胜于他人的军人的责任感和洞察力，他说：“我们必须使军队不受制于党派政治，军人不应该为政治所左右，履行军人的职责也不应该受社会等级制度教条的约束。”人们暱稱其為Kipper（熏鱼），他对此并不在意，他所在意的是：“一个印度人直到他呼吸停止仍旧是印度人。对我而言，在意的只有印度和军队。”
1965战争期间，他的儿子K C Cariappa是印度空军飞行员，被巴基斯坦陆军击落俘虏，当时卡里亚帕正退休呆在家乡梅尔卡拉，当时的巴基斯坦军方领导人阿尤布·汗将军听说是他的儿子，马上将其释放。
1993年5月15日，卡里亚帕元帅在班加罗尔去世，享年94岁。

## 军衔
- 临时 少尉, 英属印度陆军-1919
- 临时 中尉-1921[4]
- 少尉 (with effect from 1920; retroactive seniority and date of permanent commission from 1919)-1922[6]
- 中尉-1923[7]
- 上尉-1927[8]
- 少校-1938[9]
- 临时 中校-1942
- 临时 准将-1944
- 中校-1946
- 准将-1946
- 少将, 印度陆军-1947
- 中将-1948
- 上将 (为印军总司令)-1949
- 上将, 印度陆军 - 1950
- 陆军元帅-1986

## 延伸阅读
- ’Field Marshal KM Cariappa’ by Air Marshal KC Cariappa, published (in 2007, 2008, 2012) by Niyogi Books, New Delhi 110020. ISBN 978-81-89738-26-6.

- ’Field Marshal Cariappa, the Man who Touched the Sky’ by Edel Weis, published (in 2002) by Roopa & Co, New Delhi. ISBN 978171679447.

- ’Field Marshal K M Cariappa, His Life And Times’, by Brig CB Khanduri AVSM (Retd), published (in 1995) by Lancer Publishers & Distributors,New Delhi. ISBN 9781897829752.

- ’ Field Marshal K M Cariappa: A Biographical Sketch’ by Brig CB Khanduri AVSM (Retd), Published (in 2000) by Dev Publications, Pvt Ltd, Delhi. ISBN 9788187577027.

- ’Field Marshal KM Cariappa: Memorial Lectures’ published (in 2001) by Lancer Publishers & Distributors, New Delhi. ISBN 9788170621195.

- ’Field Marshal KM Cariappa - Immortal Lights’ by LS Seshagiri Rao, published by Sapna Book House, Bangalore. ISBN 9788128017551.

- ’Indian Marshals: Sam Manekshaw, Kodandera Madappa Cariappa, Arjan Singh, Field Marshal’ published by LLC Books. ISBN 9781158568161.

- ’General Cariappa’ by IM Muthanna, published (in 1964) by Usha Press, Mysore.